# Afton (village, New York)
Pour les articles homonymes, voir Afton.
Afton est un village situé dans le comté de Chenango, dans l'État de New York, aux États-Unis. En 2010, il comptait une population de 822 habitants, estimée au 1er juillet 2019 à 799 habitants.

## Démographie
Lors du recensement de 2010, le village comptait une population de 822 habitants. Elle est estimée, en 2019, à 799 habitants.